# Luboš Fišer
Luboš Fišer   (Praga, 30 de setembre de 1935 - Praga, 22 de juny de 1999) Va ser un compositor txec, nascut a Praga.
Va ser conegut tant per les seves bandes sonores com per la seva música de cambra. Entre 1952 i 1956 va estudiar composició al Conservatori de Praga com a alumne d'Emil Hlobil. Des de 1956 va estudiar a l'"Academy of Performing Arts" de Praga. Les seves primeres composicions interpretades públicament van ser Four Pieces for Violin and Piano (1954).